# Eastern Daylight Time
| Azzurro | Alaska Standard Time (UTC-9) Alaska Daylight Time (UTC-8)     |
| Blu     | Pacific Standard Time (UTC-8) Pacific Daylight Time (UTC-7)   |
| Viola   | Mountain Standard Time (UTC-7) Mountain Daylight Time (UTC-6) |
| Rosso   | Central Standard Time (UTC-6) Central Daylight Time (UTC-5)   |
| Giallo  | Eastern Standard Time (UTC-5) Eastern Daylight Time (UTC-4)   |
| Verde   | Atlantic Standard Time (UTC-4) Atlantic Daylight Time (UTC-3) |

L'Eastern Daylight Time, noto con la sigla EDT, ossia l'ora legale orientale, è il fuso orario adottato in ora legale dagli Stati che in inverno usano l’Eastern Standard Time dalla prima domenica di novembre alla seconda di marzo.

## Uso

### Canada
Nel Canada, le seguenti province fanno parte dell'Eastern Standard Time:
- Ontario
- Québec
- isole orientali del Nunavut

### Stati Uniti d'America
Negli Stati Uniti d'America, i seguenti stati fanno parte dell'Eastern Standard Time nella loro integrità o larghissima maggioranza, oltre a qualche zona di Tennessee e Kentucky:
- Carolina del Nord
- Carolina del Sud
- Connecticut
- Delaware
- Georgia
- Florida
- Indiana
- Maine
- Maryland
- Massachusetts
- Michigan
- New Hampshire
- New Jersey
- New York
- Ohio
- Pennsylvania
- Rhode Island
- Vermont
- Virginia
- Virginia Occidentale
- la capitale, Washington

### Caraibi
- Bahamas
- Turks and Caicos
- Cuba
- Haiti